# Aegomorphus nigropunctatus
Aegomorphus nigropunctatus es una especie de escarabajo longicornio del género Aegomorphus, tribu Acanthoderini, subfamilia Lamiinae. Fue descrita científicamente por Tippmann en 1960.

## Descripción
Mide 13,5-17 milímetros de longitud.

## Distribución
Se distribuye por Bolivia, Brasil y Perú.